# Carl August Sonnewald

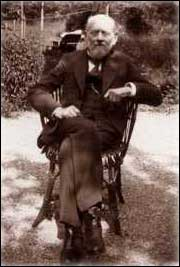
Carl August Sonnewald

Carl August Sonnewald war ein deutscher Buchhändler. Er war der Ausbilder des Buchhändlerlehrlings Hermann Hesse.

## Biographie
Carl August Sonnewald stammte aus einer Stuttgarter Antiquariats-, Buchhandels- und Verleger-Familie. Nach einem Auslandsaufenthalt kehrte er aus London nach Tübingen zurück und kaufte 1880 die 1823 gegründete J. J. Heckenhauerschesche Buch- und Antiquariatshandlung und beließ dessen traditionellen Namen. Seitdem ist es in Familienbesitz, mittlerweile in der vierten Generation.
Sein Lehrling Hermann Hesse hatte großen Respekt vor ihm, den er für sehr gebildet hielt, obwohl er Schwäbisch sprach, und schrieb über ihn:
"Es wird mich doch schlauchen, wenn Herr Sonnewald zurückkommt und sein Schimpfen wieder beginnt. Doch werde ich dann vielleicht ungestörter sein, jetzt bin ich eben Hundejunge für die Andern."
Unter Sonnewalds Ägide wurde bei Heckenhauer unter anderem die Bibliothek von Ludwig Uhland verkauft und die des Theologen und Universitätskanzlers Carl Heinrich Weizsäcker, einem Vorfahren des ehemaligen Bundespräsidenten. Kunden waren Bibliotheken und Professoren wie z. B. Werner Sombart, damals 29-jähriger Professor der Staatswissenschaften in Breslau. In seinem Verlag publizierte er Bücher des damals bedeutenden Rechtshistorikers Franz von Thudichum sowie einige insbesondere philologische Dissertationen.